# Tanjungsari Timur
Tanjungsari Timur is een bestuurslaag in het regentschap Subang van de provincie West-Java, Indonesië. Tanjungsari Timur telt 6256 inwoners (volkstelling 2010).